# Incidente del Douglas DC-3 della Flugfélag Islands del 1951
L'incidente del DC-3 di Flugfélag Íslands del 1951 (in islandese: Glitfaxaslysið, "l'incidente del Glitfaxi") fu un incidente aereo che avvenne il 31 gennaio 1951 quando un Douglas DC-3 del Flugfélag Íslands, battezzato Glitfaxi, si schiantò a Faxaflói in Islanda, uccidendo tutte le 20 persone a bordo. Rimane il secondo peggior incidente aereo in Islanda dopo l'incidente aereo di Héðinsfjörður del 1947.
L'aereo stava tentando di atterrare all'aeroporto di Reykjavík durante una forte nevicata. Il suo primo tentativo di atterraggio venne interrotto a causa della scarsa visibilità. Durante il secondo tentativo, si perse ogni contatto con il DC-3. Dopo che divenne chiaro che il Glitfaxi era scomparso, iniziarono immediatamente le ricerche. Nei giorni successivi lo si cercò sia via terra, sia via mare che via aria, anche da parte dell'ICGV Ægir e della nave per la pesca delle aringhe Fanney che perlustrarono la zona con gli ecoscandagli. Anche se ritrovarono diversi oggetti appartenenti all'aereo, il relitto stesso non fu mai trovato ufficialmente.

## L'aereo
Il Glitfaxi fu costruito nel 1942 a Santa Monica, California, per l'Aeronautica Militare degli Stati Uniti. Nel novembre 1946 Flugfélag Íslands acquistò l'aereo dalla Scottish Aviation, che lo aveva riconvertito per operare voli passeggeri.

## Conseguenze
L'incidente colpì duramente la piccola città di Vestmannaeyjar, da dove proveniva la maggior parte dei passeggeri, lasciando 50 bambini nella città senza un padre.

## Nella cultura popolare
L'incidente è descritto nel libro Hinn hvíti galdur di Ólafur Tryggvason.